# Luis Gerónimo Abreu
Luis Gerónimo Abreu Ascanio (Caracas; 7 de septiembre de 1972) es actor y animador venezolano. Ha participado en producciones de importantes, destacándose como Simón Bolívar en la serie de Caracol Televisión y Netflix, Bolívar.

## Biografía
Luis Gerónimo Abreu nació en Caracas el 7 de septiembre de 1972, hijo de Haydée Ascanio, escritora, productora y directora de cine y televisión (16 de diciembre de 1943 – 8 de marzo de 2005), y Luis Abreu, actor y director de teatro (5 de mayo de 1947 – 22 de marzo de 2015). Tiene cuatro hermanos -Antonio, Alexandra, Maximiliano y Joaquín-, y es hijastro del músico venezolano Guillermo Carrasco.
Se inició en el mundo artístico desde joven debido a que su madre trabajaba en el cine como maquilladora, llevándolo a los sets de filmación cuando necesitaban a un niño para algún personaje infantil. Participó en la película de Román Chalbaud, Bodas de papel, a la edad de cinco años, en la cual hacía las veces del hijo de José Bardina y Marina Baura. Luego actuó en un cortometraje llamado Los silencios de Isabel, el cual formaba parte del largometraje Tres tristes trópicos.
Incursionó en la televisión por primera vez en 1988, de la mano de Venevisión con la telenovela Amor de Abril, protagonizada por Eduardo Serrano y Aixa Moreno. Después de haber participado en varios dramáticos se dedicó a la producción y a la asistencia de dirección de comerciales en cine y televisión.
Volvió a estar delante de la pantalla chica en la miniserie Juego de niños, la cual no culminó, y a raíz de su participación allí, fue requerido para un sketch en El club de los tigritos. Luego, obtuvo un papel en Jugando a ganar, junto a la agrupación Los Adolescentes. 
Se reintegró al mundo de las producciones dramáticas con El país de las mujeres en 1999, a la par animaba el programa Super Club y después pasó al frente del Mega match. Participaría posteriormente en Amantes de luna llena de Leonardo Padrón, la cual le sirvió de trampolín para la internacionalización que se hizo realidad cuando se fue a Perú a protagonizar su primera telenovela, Éxtasis.
Regresó a Venezuela, donde actuó en la película Plan B y para entrar en el elenco de Cosita rica de Leonardo Padrón en 2003, trabajo que tuvo que interrumpir para irse a México, donde hizo la contrafigura en La hija del jardinero.  Al volver al país, se reintegra a Cosita rica para una participación especial y además encarnó un personaje en El amor las vuelve locas. Colombia solicitó su talento para dos proyectos: Decisiones y La Tormenta. Finalmente vuelve a Venezuela para formar parte de Ciudad Bendita, con el personaje de “El Grillo”. En radio tuvo la oportunidad de ser locutor en dos programas, el primero llamado Luis Gerónimo Abreu, y el segundo que llevaba por nombre De tal palo, tal astilla, realizado a dúo con su padre.
En 2007, Luis Gerónimo fue protagonista junto a Eileen Abad en la telenovela en Arroz con leche, de Doris Segui, donde interpreta a Simón, un enamorado de la vida y fiel a Belén a pesar de no ser correspondido para luego ser feliz. Luego forma parte del elenco de La vida entera de Leonardo Padrón, interpretando a Guillermo, personaje que pícaro hacia Tata, interpretado por Marisa Roman.
Al año siguiente protagoniza Un esposo para Estela de Camilo Hernández junto a su amiga Daniela Alvarado siendo una de las parejas más exitosas en Venezuela, y fuera del país. Además de estelarisar la pieza teatral hasta que el matrimonio nos separe nuevamente junto a Daniela Alvarado.
En abril de 2010 se casa con su novia, la también actriz y Modelo, Claudia La Gatta. En mayo del mismo año su medio hermano Antonio Gómez Ascanio (14 de diciembre de 1962 - 7 de octubre de 2010) fue asesinado de varios impacto de bala que afectaron su salud tras ser robado. En 2011, protagoniza junto a Mariangel Ruiz la telenovela del escritor Martín Hahn, La viuda joven, que salió al aire el 16 de marzo de 2011. En 2013 tuvo una participación antagonista en la serie de acción Los secretos de Lucía.
En 2014 protagonizó la telenovela Corazón esmeralda junto al debut de la Miss Venezuela 2011, Irene Esser. Durante esos años se mantiene en destacadas obras teatrales como El taxi y Venezolanos desesperados. El 17 de enero de 2015 nació su primer hijo Salvador Abreu, con su esposa Claudia La Gatta. En 2017 participa como villano para la telenovela Para verte mejor de Venevisión, siendo hasta la fecha la última producción del canal.
En 2019 protagoniza la serie biográfica Bolívar, una coproducción del canal colombiano Caracol Televisión junto a Netflix, en el que interpreta a Simón Bolívar a partir de su etapa adulta. Desde el mismo año también ha presentado su monólogo Camas, bajo la dirección de José Luis Zuleta. Con esta piza teatral, ha pisado varios escenarios internacionales, tales como: Buenos Aires, Santiago de Chile, Asunción, Guayaquil, Ciudad de Panamá, Miami y Houston. Después de la pandemia del Coronavirus (Covid-19), ha presentado la obra vía streaming.
En 2022, anima temporalmente el programa nocturno Siempre de noche de IVC. En junio de 2023 se integra a la serie Dramáticas, una producción de Hispanomedios en conjunto con Venevisión, donde asume el rol de protagonista.

## Vida personal
Luis Gerónimo estudio su primaria y secundaria en el Colegio la Salle la Colina. Se casó el 17 de abril de 2010 con su novia la actriz y modelo venezolana Claudia La Gatta. La boda fue transmitida por Super sábado sensacional a Venezuela y América. En 2015 tuvo su primer hijo, Salvador Abreu.

## Carrera

### Televisión
| Año       | Título                   | Personaje                                                  |
| --------- | ------------------------ | ---------------------------------------------------------- |
| 1995-1996 | Dulce enemiga            | Julio César Bueno                                          |
| 1996-1997 | Pecado de amor           | Reynaldo Molina                                            |
| 1998      | Jugando a ganar          | Teodoro Mujica                                             |
| 1998-1999 | El país de las mujeres   | Salvador Falcón                                            |
| 2000-2001 | Amantes de luna llena    | Cristóbal Caballero                                        |
| 2003-2004 | La hija del jardinero    | Doctor Alfredo Anzola                                      |
| 2004      | Cosita rica              | Tomás Mendoza                                              |
| 2005      | El amor las vuelve locas | Emilio Valladares                                          |
| 2005      | Decisiones               | Roberto                                                    |
| 2005-2006 | La tormenta              | Miguel Antonio "Miguelón" Camacho Segura                   |
| 2006-2007 | Ciudad Bendita           | Jorge Venturini "El grillo"                                |
| 2007-2008 | Arroz con leche          | Simón Herrera                                              |
| 2008-2009 | La vida entera           | Guillermo Maduro                                           |
| 2009-2010 | Un esposo para Estela    | Adriano Alberti                                            |
| 2011      | La viuda joven           | Alejandro Abraham                                          |
| 2012      | Natalia del mar          | Héctor Rubio                                               |
| 2014      | Los secretos de Lucía    | Rubén Olmedo                                               |
| 2014      | Corazón esmeralda        | Juan Andrés Montalvo                                       |
| 2017      | El Chema                 | Nelson Martínez                                            |
| 2017      | Para verte mejor         | Onofre Villahermosa/ Pedro Pérez "El fantasma"             |
| 2019      | Bolívar                  | Simón Bolívar                                              |
| 2020      | De brutas, nada          | Cristian Oliveri                                           |
| 2023      | Dramáticas               | Alonso Abreu                                               |
| 2024      | Devuélveme la vida       | Rogelio Benítez / Rogelio Azcárate Benítez / Ignacio Rosas |

### Cine
- Un cupido sin puntería (Largometraje) 2022[17]
- Muerte en Berruecos ( largometraje) 2018
- Liz en septiembre (Largometraje ) 2014
- Qué detectives (Largometraje) 2012.
- Er relajo der loro (Largometraje) 2012.
- Miranda (Largometraje) (Personaje: Salim) 2007.
- Helena (Cortometraje) (Locución) 1984.
- Tres Tristes Trópicos (Largometraje) 1984.
- Adiós Miami (Largometraje) 1983.
- Bodas de papel (Largometraje) 1979.
- Muchacho solitario (Largometraje) 1999

### Teatro
- Venezolanos Desesperados (2015/2016/2017)[18]
- Taxi (2013)
- Gorda (2011)
- Hasta que el matrimonio nos separe (2009/2010)
- Muchado no es Gente Grande - Personaje: Chapo (2008)
- Hollywod Style - Personaje: Roberto (2008)
- Camas (2019)

### Animación y conducción
- El club de los tigritos - Venevisión (1994)
- El Super Club - Venevisión (1998)
- Mega Match - Venevisión (1999-2000)
- De Tal Palo Tal Astilla: Programa Radial Emisora 91.9 FM. (2005)
- Siempre de noche - IVC (2022)